# ماثيو داداريو
ماثيو داداريو (بالإنجليزية: Matthew Daddario)‏ هو ممثل أمريكي. ومن المعروف عن دوره أليك ليتوود على سلسلة الخيال الحرة شادوهونتيرز.
ماثيو داداريو
ولد في 1 أكتوبر 1987 (32 عاما)
نيو يورك سيتي، نيو يورك، U.S.
درس في ألما ماتر جامعة إنديانا بلومينغتون
سنوات نشاطه 2012 حتى الآن
أقارب
الكسندرا داداريو (شقيقة)
كاثرين داداريو (شقيقة)
إميليو كيو داداريو (الجد)

## حياته المبكره
ولد داداريو ونشأ في مدينة نيويورك، ابن كريستينا، وهي محامية، وريتشارد داداريو، المدعي العام والرئيس السابق لمكافحة الإرهاب في نيويورك تحت عمدة مايكل بلومبرغ. أخته الأكبر هي الممثلة أليكساندرا داداريو؛ لديه أيضا شقيقة أصغر كاترين داداريو.
كان جد داداريو الأب هو إميليو Q. داداريو، وهو ممثل ديمقراطي في مجلس النواب الأمريكي لولاية كونيتيكت من 1959 إلى 1971. وهو من أصل أيرلندي وتشيكي وإنجليزي. حضر داداريو المدرسة الجماعية، قبل دراسة الأعمال في جامعة إنديانا بلومينغتون، التي تخرج منها في عام 2010.

## تحرير المهنية
داداريو جعل فيلمه الرئيسي لأول مرة هارون في فيلم دراما رومانسية التنفس في، إخراج دريك دوريموس. [5] في العام نفسه، كان له دور داعم مثل تشانينج في فيلم فينس فون بقيادة فيلم كوميدي ديليفيري مان، إخراج كين سكوت. في عام 2014، صور داداريو داني لادوسور في فيلم الدراما الرياضية عندما تقف اللعبة طويل القامة، شارك في بطولة جنبا إلى جنب مع جيم كافيزيل، لورا ديرن، والكسندر لودفيغ. ويستند الفيلم على انجازات مدرب كرة القدم بوب لادوسور ودي لا سال الإسبرطيين، الذي سجل رقما قياسيا 151 لعبة متتالية.
في عام 2015، شارك في تألقه كما غابرييل في الكوميديا الدراما الكوميدية ناعومي وقائمة أي قبلة إلي. في مايو 2015، أعلن أن داداريو سوف تصوير أليك ليتوود على سلسلة الخيال الحرة شادوهونتيرز، استنادا إلى سلسلة أدوات مورتال من الروايات التي كتبها كاساندرا كلير. بدأت سلسلة البث في 12 يناير، 2016، [6] وهي حاليا في الإنتاج للموسم 3. [7] أيضا في عام 2016، لعب دور البطولة في طبعة جديدة من فيلم رعب إيلي روث "كابين فيفر"، إخراج ترافيس Z. [8]

## روابط خارجية
- ماثيو داداريو على موقع IMDb (الإنجليزية)
- ماثيو داداريو على موقع ألو سيني (الفرنسية)
- ماثيو داداريو على موقع أول موفي (الإنجليزية)
- ماثيو داداريو على موقع قاعدة بيانات الفيلم (الإنجليزية)
- ماثيو داداريو على موقع كينوبويسك (الروسية)